# Balatonboglári Borgazdasági Zrt.
A Balatonboglári Borgazdasági Zrt. (ismert rövidítéssel: BB) az egyik legnagyobb magyar borászati cég. Székhelye és központi telephelye a Balatonboglári borvidék névadó városában, a Somogy vármegyei Balatonboglár déli részén található, a várost Lengyeltótival összekötő 6711-es út mentén.

## Története
Bár Somogyban, szűkebben véve a Balaton déli partján már a római időkben, később pedig Koppány vezér idejétől kezdve folyamatos volt a szőlőművelés és a borkészítés, a balatoni turizmus ellátására az 1950-es években kezdtek nagyobb mennyiségű szőlőültetvény telepítésébe Balatonboglárnál. Több kisebb gazdaság összevonásából 1956-ban jött létre a Balatonboglári Állami Gazdaság, a mai Zrt. elődje. Egész Magyarországon itt folytak legnagyobb területen a szőlőtermesztési kísérletek és a szaporítóanyag-termelés. Az 1960-as években külföldi minta alapján itt kezdték el a Lenz–Moser-féle szélessoros művelési rendszer alkalmazását, amely aztán innen terjedt el az országban. Kezdetben a csabagyöngye volt a fő termesztett fajta, de hamarosan megjelentek az egyéb muskotályos, illatos, majd más világfajták is.
Az 1970-es évek elején indult el az akkor modernnek számító, nagy mennyiségű szőlőt feldolgozni képes üzem. Ennek első olyan bora, amely a piacon megjelent, szintén csabagyöngye volt, és 1972-ben a Budapesten megrendezett első borvilágversenyen ezüstérmet nyert. Ez a technológia, amivel ebből a jellemzően csemegeszőlőnek minősülő fajtából illatanyagait megőrző bor készült, a hazai reduktív borkészítés előfutárává vált. A későbbiekben megindult a borexport is, főként a Szovjetunióba, az NSZK-na és az NDK-ba, sőt, olyan évek is voltak, amikor a kivitt mennyiség több volt, mint a belföldön eladott. Mind itthon, mind a németeknél a muskotályos bor és pezsgő volt a legkedveltebb termék. A Pepsi Cola cég közreműködésével Amerikába is megindult az export, az 1980-as évek végén már a BB szállította Magyarországról a legtöbb bort az USA-ba.
A pezsgőkészítés 1982-ben indult meg Balatonbogláron, ma azonban a pezsgők a cég budapesti telephelyén készülnek. Ugyanebben az évben a Martini a BB-t bízta meg azzal, hogy ők készítsék a Martini vermutját.
1993-ban az állami gazdaság részvénytársasággá alakult, majd privatizáció útján egy nemzetközi cégcsoport tagja lett.
1976 óta a BB támogatásával rendezik meg a Balatonboglári Szüreti Fesztivált, és abban is nagy szerepe volt a cégnek, hogy 1987-ben Párizsban Balatonboglárt a Szőlő és Bor Városa címmel tüntették ki.